# Pematang Benteng
Pematang Benteng is een bestuurslaag in het regentschap Indragiri Hulu van de provincie Riau, Indonesië. Pematang Benteng telt 788 inwoners (volkstelling 2010).